# Mollendo (distrito)
O Distrito peruano de Mollendo é um dos seis distritos que formam a Província de Islay, situada no Departamento de Arequipa, pertencente a Região Arequipa, Peru.

## Transporte
O distrito de Mollendo é servido pela seguinte rodovia:
- PE-1S, que liga o distrito de Lima (Província de Lima à cidade de Tacna (Região de Tacna - Posto La Concordia (Fronteira Chile-Peru) - e a rodovia chilena Ruta CH-5 (Rodovia Pan-Americana)
- PE-34, que liga o distrito de La Joya à cidade de Islay[1][2][3]